# Lormont
Lormont är en kommun i departementet Gironde i regionen Nouvelle-Aquitaine i sydvästra Frankrike. Kommunen ligger i kantonen Lormont som tillhör arrondissementet Bordeaux. År 2022 hade Lormont 24 654 invånare.

## Befolkningsutveckling
Antalet invånare i kommunen Lormont
Referens:INSEE